# Matsitsa
Matsitsa (ryska: Мацица) är ett vattendrag i Belarus.   Det ligger i voblasten Vitsebsks voblast, i den norra delen av landet, 160 km norr om huvudstaden Minsk.
Trakten runt Matsitsa består till största delen av jordbruksmark. Runt Matsitsa är det ganska glesbefolkat, med 21 invånare per kvadratkilometer.